# James Lucas Scott
Pour les articles homonymes, voir James Scott et Scott.
James "Jamie" Lucas Scott est un personnage fictif de la série Les Frères Scott. Il est interprété par Jackson Brundage. 

Jamie est le fils de Nathan Scott, ancien joueur de basket et de Haley James Scott, enseignante et ancienne chanteuse. Il est né le 13 juin 2006, lors de la remise des diplômes du lycée de Tree Hill, alors que Haley était en train de prononcer son discours. Son oncle, Lucas Scott, est également son parrain et sa marraine est Brooke Davis, la meilleure amie de Haley James Scott. Son prénom James lui vient du nom de jeune fille de sa mère : Haley James Scott, et son deuxième prénom : Lucas, de son oncle.

« Sois le bienvenu sur terre, James Lucas Scott. »

— Haley James Scott à son fils le jour de sa naissance (saison 4 épisode 21)

## Saison 5
À la suite de la sortie de prison de Dan Scott, Jamie va s'attacher à lui, malgré la réticence de ses parents. Il est très mûr pour son âge et encourage son père à se remettre rapidement au basket. Ce qui sera bénéfique pour Nathan, qui renouera avec sa passion. Il est particulièrement attaché à son « oncle Skills » avec qui il a une grande complicité, et d’ailleurs il approuve totalement la relation que celui-ci a avec sa « nounou-Deb » (qui est sa grand-mère). Quand Nathan lui demandera ce qu’il en pense, il lui répondra « Ca va. J’aime nounou Deb. J’aime oncle Skills. Donc ça fait quoi qu’ils s’aiment entre eux ? ». Il a aussi une belle relation avec Brooke, qu’il aime particulièrement. Dans l’épisode 13 de la saison 5, il dit que ses meilleurs amis sont son grand-père Dan, son oncle Skills et sa tante Brooke. Jamie est aussi très proche de Quentin (élève au début turbulent mais qui sera l’un des éléments déclencheurs de la guérison de Nathan et de l’évolution de son jeu au basket). Il avait comme nounou Carrie, mais celle-ci fait ensuite une fixation sur Nathan et décide de kidnapper Jamie. C'est grâce à Dan que Jamie retrouve les siens.

## Saison 6
En ce début de saison, Quentin est tué par l’agresseur de Brooke. Même s'il a du mal à y croire au début, Jamie en fera petit à petit le deuil. Il en profite pour se rapprocher d'Andre, le petit frère de Quentin. 
Lorsque Nathan est engagé dans l'équipe de Slamball, Jamie a peur qu'il retourne dans une chaise roulante et donc dans l'état dans lequel il se trouvait au début de la saison 5. Il le supplie d'arrêter. 
Jamie retrouve son grand-père, Dan, qui lui apprend qu'il attend un cœur, ce qui inquiète beaucoup Jamie.
Quentin manque beaucoup a Jamie.
Nathan rentre dans une équipe de basket et refuse une place dans une équipe européenne et cherche à rentrer en NBA.

## Saison 7
En ce début de saison, Jamie est choqué, car il croit qu'il va avoir un demi-frère, ou une demi-sœur, à la suite du mensonge de Renée (qui a raconté avoir couché avec Nathan, le père de Jamie, et de cette union, être enceinte). Malheureusement, la grand-mère maternelle de Jamie meurt (des suites d'un cancer) et Haley, sa mère, part en dépression à la suite de ce décès. Malgré ces tristes évènements, on peut s'apercevoir que Jamie adore sa tante Quinn, la sœur d'Haley et est toujours proche de Brooke, sa marraine. On ne saura qu'à la fin de la saison 7, que Haley est enceinte et donc que Jamie va avoir une petite sœur.

## Saison 8
Dans le début de la saison 8, sa mère, Haley James Scott, est enceinte et son père, Nathan Scott, est toujours basketteur professionnel. Au début, Jamie voulait un petit-frère mais, avec le temps, il s'habituera au fait qu'il va avoir une petite-sœur et en sera même très heureux. C'est aussi dans le début de cette saison que Jamie apprendra que sa tante Quinn et son oncle Clay se sont fait tirer dessus. Jamie viendra souvent à l'hôpital pour les voir pendant qu'ils sont dans le coma. Ils se réveilleront après quelques jours et iront mieux. Puis, peu de temps après, Jamie assistera au mariage de sa tante Brooke avec Julian, dont il sera le témoin. C'est, également, dans cette saison que son père, Nathan, renonce au basket à cause de ses problèmes de dos pour devenir agent sportif dans l'entreprise de Clay, "Fortitude". Puis, vers la fin de la saison, il fera la connaissance de sa petite sœur, Lydia Bob Scott. Il lui lira des histoires et sera très affectueux avec elle.

## Saison 9
Jamie est très proche de sa petite sœur Lydia, et soutient énormément sa mère Haley lors de la disparition de Nathan. Cependant il part quelques jours chez son oncle Lucas.
Durant le dernier épisode, on le voit adolescent dans l'équipe des Ravens de Tree Hill.

## Anecdotes
Le lapin de Jamie s'appelle Chester et il est amoureux de Brooke (saison8 épisode 13)